# Nathan Delfouneso
Nathan Abayomi Delfouneso (Birmingham, Inglaterra, 2 de febrero de 1991) es un futbolista inglés. Juega de delantero y su equipo es el Hednesford Town F. C. de la Northern Premier League.

## Selección nacional
Ha sido internacional con la selección de fútbol sub-21 de Inglaterra.

### Participaciones internacionales
| Torneo                                    | Sede      | Resultado    |
| ----------------------------------------- | --------- | ------------ |
| Campeonato Europeo de la UEFA Sub-19 2010 | Francia   | Semifinal    |
| Eurocopa Sub-21 de 2011                   | Dinamarca | Primera fase |

## Clubes
| Club                            | País       | Año       |
| ------------------------------- | ---------- | --------- |
| Aston Vila F. C.                | Inglaterra | 2008-2014 |
| Burnley F. C. (cedido)          | Inglaterra | 2011      |
| Leicester City F. C. (cedido)   | Inglaterra | 2012      |
| Blackpool F. C. (cedido)        | Inglaterra | 2012-2013 |
| Blackpool F. C. (cedido)        | Inglaterra | 2013-2014 |
| Coventry City F. C. (cedido)    | Inglaterra | 2014      |
| Blackpool F. C.                 | Inglaterra | 2014-2015 |
| Blackburn Rovers F. C.          | Inglaterra | 2015-2016 |
| Bury F. C. (cedido)             | Inglaterra | 2016      |
| Swindon Town F. C.              | Inglaterra | 2016-2017 |
| Blackpool F. C.                 | Inglaterra | 2017-2020 |
| Bolton Wanderers F. C.          | Inglaterra | 2020-2022 |
| Bradford City A. F. C. (cedido) | Inglaterra | 2022      |
| Accrington Stanley F. C.        | Inglaterra | 2022-2023 |
| A. F. C. Fylde                  | Inglaterra | 2023      |
| Chorley F. C.                   | Inglaterra | 2023-2024 |
| Hednesford Town F. C.           | Inglaterra | 2024-     |